# Інаурі Олексій Миколайович
Олексій Миколайович Інаурі (12 травня 1908, місто Горі, тепер Грузія — 23 червня 1993, місто Тбілісі, Грузія) — радянський військовий діяч та діяч органів державної безпеки, міністр внутрішніх справ Грузинської РСР, голова КДБ при РМ Грузинської РСР, генерал-полковник (27.10.1967). Член Бюро ЦК КП Грузії. Герой Радянського Союзу (7.05.1985). Депутат Верховної Ради СРСР 4-го — 11-го скликань.

## Життєпис
Народився в родині робітника-каретника.
З травня 1924 року працював чорноробом-вантажником, з травня 1925 року — молотобійцем на консервному заводі в місті Горі. Одночасно в 1926 році закінчив вечірній курс школи-дев'ятирічки.
У липні 1926 року переїхав до Тифлісу, де працював молотобійцем та токарем вагонного депо.
З серпня 1927 року служив у Червоній армії. У квітні 1931 року закінчив Північно-Кавказьку кавалерійську школу гірських національностей в Краснодарі. Під час навчання у березні — квітні 1930 року брав участь у придушенні антирадянського повстання в Карачаєвській автономній області.
З квітня 1931 року — командир взводу, потім ескадроном 16-го кавалерійського полку 3-ї кавалерійської дивізії Українського (Київського) військового округу.
Член ВКП(б) з травня 1932 року.
З жовтня 1936 року — начальник полкової школи 14-го, потім 16-го кавалерійського полку 3-ї кавалерійської дивізії. З грудня 1938 року — в.о. помічника командира кавалерійського полку зі стройової частини. З лютого 1940 року — помічника командира 158-го кавалерійського полку 3-ї кавалерійської дивізії зі стройової частини.
З квітня 1941 року командував 99-м кавалерійським полком 3-ї кавалерійської дивізії Київського особливого військового округу (з червня 1941 року — 5-го кавалерійського корпусу 6-ї армії). Учасник німецько-радянської війни з червня 1941 року. З 16 січня до 30 липня 1942 року командував 34-ю кавалерійською дивізією (5-й кавалерійський корпус, 37-ма армія, Південний фронт).
У серпні 1942 — лютому 1946 року — командир 1-ї кавалерійської дивізії (15-й кавалерійський корпус, Закавказький фронт). Дивізія розташовувалась в Ірані (управління в місті Тавриз) та забезпечувала охорону комунікацій, за якими в СРСР через Іран постачалися вантажі по ленд-лізу.
З лютого 1946 до квітня 1948 року навчався у Вищій військовій академії імені Ворошилова.
У квітні 1948 — грудні 1951 року — командир 18-ї механізованої дивізії 9-го стрілецького корпусу Групи радянських окупаційних військ у Німеччині.
У грудні 1951 — лютому 1953 року — командир 9-го стрілецького корпусу Групи радянських окупаційних військ у Німеччині.
У лютому — липні 1953 року — командир 3-го гірськострілецького Карпатського корпусу Прикарпатського військового округу (в місті Ужгороді).
20 липня 1953 — 26 березня 1954 року — міністр внутрішніх справ Грузинської РСР.
26 березня 1954 — 2 грудня 1988 року — голова Комітету державної безпеки (КДБ) при РМ Грузинської РСР.
З грудня 1988 року — у відставці в Тбілісі.
Помер 23 червня 1993 року в Тбілісі, проте за деякими версіями Олексій Інаурі був убитий. Похований на цвинтарі Сабуртало в Тбілісі поряд із дружиною.

## Військові звання
- Старший лейтенант (1935)
- Майор (1941)
- Підполковник (1942)
- Полковник (6.05.1942)
- Генерал-майор (13.09.1944)
- Генерал-лейтенант (9.01.1957)
- Генерал-полковник (27.10.1967)

## Нагороди
- Герой Радянського Союзу (7.05.1985)
- чотири ордени Леніна(20.04.1953, 2.04.1966, 13.12.1977, 7.05.1985)
- Орден Жовтневої Революції (31.08.1977)
- два ордени Червоного Прапора (5.11.1941, 6.11.1947)
- Орден Вітчизняної війни І ступеня (11.03.1985)
- три ордени Трудового Червоного Прапора (24.05.1958, 13.05.1968, 11.05.1983)
- два ордени Червоної Зірки (3.11.1944, 10.12.1964)
- орден Заслуг перед Батьківщиною (НДР)
- військовий орден «За заслуги перед народом та Батьківщиною» (НДР)
- медаль «40 років Халхін-Гольської Перемоги» (МНР)
- медаль «60 років Монгольської Народної Армії» (МНР)
- медалі